# 해외 프랑스

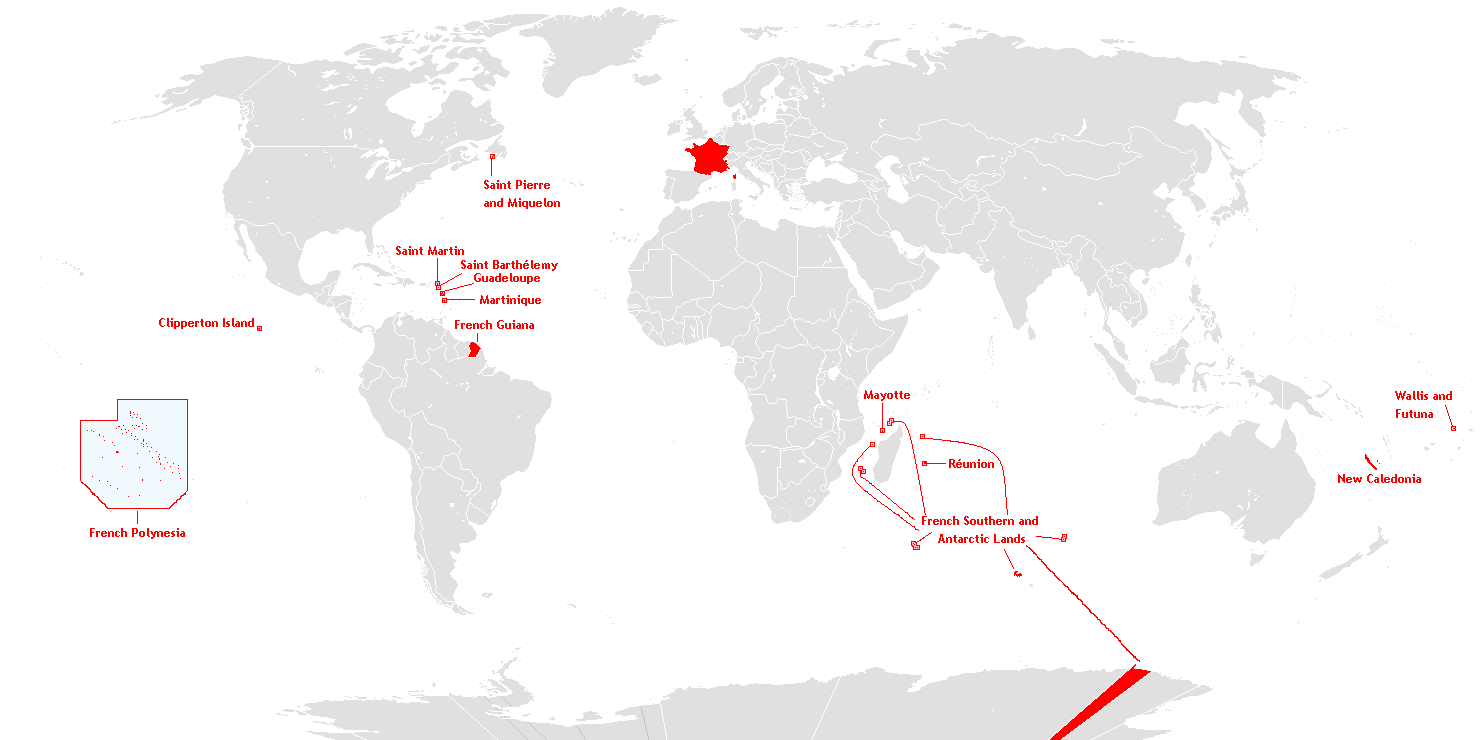
프랑스의 해외 데파르트망, 해외 영토의 위치

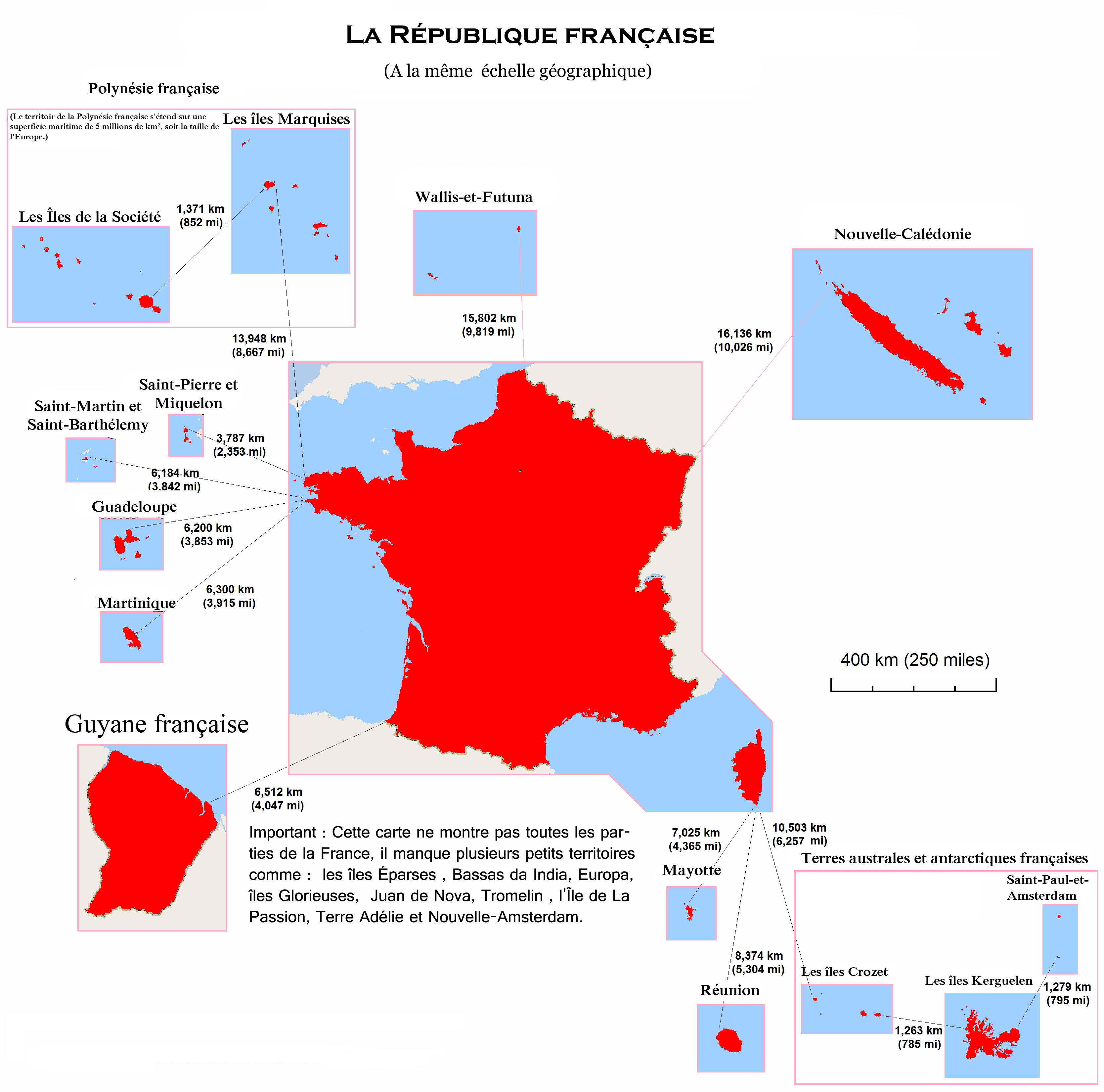
프랑스 본토, 해외 데파르트망, 해외 영토의 위치

해외 프랑스(프랑스어: France d'outre-mer 프랑스 두트르메르[*])는 프랑스가 유럽 밖에 보유하고 있는 영토를 가리킨다.

## 개요
프랑스의 해외 지역은 대서양, 태평양, 인도양, 남아메리카 대륙, 남극 인근의 섬, 프랑스가 영유권을 주장하는 남극 일부까지 분포하며 이들 지역의 전체 면적은 119,396km2, 전체 인구는 2,790,000명(2018년 1월 기준)에 달한다. 프랑스의 해외 지역에 거주하는 주민들은 프랑스 시민권을 부여받으며 프랑스의 선거에 참여할 권리를 갖는다. 프랑스의 해외 지역은 해외 레지옹, 해외 집합체로 나뉘며 프랑스 본토와 동일한 지위를 가지고 있다. 프랑스 정부는 해외 지역에 관한 사무를 관장하는 행정기관인 해외부(프랑스어: Ministère des Outre-mer)를 두고 있다.
프랑스의 해외 지역의 영역은 프랑스 본토와 다른 법률 체계나 자치권을 가지고 있지만 거주 지역은 프랑스 의회, 유럽 의회에서 의원을 선출할 권한을 갖고 있다. 법률적, 행정적인 측면에서 보면 이들의 영역은 프랑스 본토와는 매우 다르다. 《프랑스 공화국 헌법》에 따르면 민법, 형법, 행정법, 사회법, 세법을 비롯한 프랑스의 법률은 프랑스 본토와 해외 지역 전체에서 시행된다고 규정되어 있지만 이들 영역에서는 독자적인 법률이 제정되어 있기 때문에 이와 같은 원칙에 어긋난다. 이들의 영역은 국방, 국제 관계, 무역, 화폐, 법률, 정치 등과 같은 특수 분야를 제외한 부분에서 독자적인 법률을 제정하는 것이 허용된다.

## 구성 지역

### 해외 레지옹과 해외 데파르트망
해외 레지옹은 해외 데파르트망을 겸한다.
- 과들루프 (1946년 ~ 현재)
- 프랑스령 기아나 (1946년 ~ 현재)
- 마르티니크 (1946년 ~ 현재)
- 레위니옹 (1946년 ~ 현재)
- 마요트 (2011년 ~ 현재): 1976년부터 2003년까지는 해외 영토였으며 2003년부터 2011년까지는 해외 공동체였다. 2009년 마요트 국민투표에서 마요트를 해외 데파르트망으로 승격시키는 안건이 통과되었고 2011년 3월 31일을 기해 해외 데파르트망으로 승격되었다.

### 해외 집합체
해외 집합체는 2003년 3월 28일에 신설되었다. 이들 집합체는 독자적인 법률 체계를 갖고 있다.
- 프랑스령 폴리네시아 (1946년 ~ 2003년: 해외 영토, 2003년 ~ 현재: 해외 집합체)
- 생피에르 미클롱 (1976년 ~ 1985년: 해외 데파르트망, 1985년 ~ 2003년: 해외 영토, 2003년 ~ 현재: 해외 집합체)
- 왈리스 푸투나 (1961년 ~ 2003년: 해외 영토, 2003년 ~ 현재: 해외 집합체)
- 생마르탱 (2003년 ~ 현재)
- 생바르텔레미 (2003년 ~ 현재)

### 특별 공동체
- 누벨칼레도니: 1946년에 해외 영토가 되었지만 1998년에 체결된 누메아 협정에 따라 1999년을 기해 특별 공동체가 되었다. 특별 공동체는 15년부터 20년이 되는 해에 국민투표를 실시하여 프랑스로부터의 독립 여부를 결정하게 된다.

### 해외 영토
- 프랑스령 남방 및 남극: 1956년에 해외 영토가 되었다. 2005년 1월 3일을 기해 레위니옹 의회 의장으로부터 프랑스령 인도양 군도 관리 권한을 인수받았다. 2007년 2월 21일에 프랑스 법률 제2007-224호에 따라 인도양 군도가 정식으로 편입되었다.

### 군소 영토
- 클리퍼턴섬

## 의회에 배정된 의석 수
이들 영역의 인구는 2013년 기준으로 2,691,000명에 달한다. 이는 본토, 해외 데파르트망과 해외 영토를 포함한 프랑스 전체 인구의 4.1%에 해당한다.

### 프랑스 국민의회
제13차 의회(2012년 ~ 2017년)에는 27석이 프랑스 국민의회(프랑스 하원)에 배정되었으며 이는 프랑스 국민의회 전체 의석 577석 가운데 4.7%에 달한다.
- 레위니옹: 7석
- 과들루프: 4석
- 마르티니크: 4석
- 프랑스령 폴리네시아: 3석
- 프랑스령 기아나: 2석
- 마요트: 2석
- 누벨칼레도니: 2석
- 생피에르 미클롱: 1석
- 왈리스 푸투나: 1석
- 생바르텔레미와 생마르탱: 1석

### 프랑스 상원
2011년 9월에 실시된 프랑스 상원 선거에서는 프랑스의 해외 데파르트망과 해외 영토에 21석이 배정되었다. 이는 프랑스 상원 전체 의석 343석 가운데 6.0%에 해당한다.
- 레위니옹: 4석
- 과들루프: 3석
- 프랑스령 기아나: 2석
- 프랑스령 폴리네시아: 2석
- 마르티니크: 2석
- 마요트: 2석
- 누벨칼레도니: 2석
- 생바르텔레미: 1석
- 생마르탱: 1석
- 생피에르 미클롱: 1석
- 왈리스 푸투나: 1석

## 프랑스의 해외 영토 목록

### 거주 지역
11개 해외 영토에는 사람이 거주한다.
| 기 | 이름                | 수도         | 인구 (2021년 1월 기준) | 면적 (km2) | 지위                         | 위치                     | 비고 |
| -- | ------------------- | ------------ | ---------------------- | ---------- | ---------------------------- | ------------------------ | --- |
|    | 프랑스령 기아나     | 카옌         | 294,071명              | 83,534km2  | 해외 레지옹, 해외 데파르트망 | 남아메리카               | |
|    | 프랑스령 폴리네시아 | 파페에테     | 278,434명              | 3,521km2   | 해외 집합체                  | 남태평양                 | |
|    | 과들루프            | 바스테르     | 375,857명              | 1,628km2   | 해외 레지옹, 해외 데파르트망 | 카리브 제도              | |
|    | 마르티니크          | 포르드프랑스 | 355,094명              | 1,128km2   | 해외 레지옹, 해외 데파르트망 | 카리브 제도              | |
|    | 마요트              | 마무주       | 288,926명              | 374km2     | 해외 레지옹, 해외 데파르트망 | 아프리카 (모잠비크 해협) | 2009년에 실시된 주민투표를 통해 해외 데파르트망으로 승격되었다. 코모로가 영유권을 주장하고 있다. |
|    | 누벨칼레도니        | 누메아       | 271,407명              | 18,575km2  | 특별 공동체                  | 남태평양                 | 2018년 11월 4일에 실시된 프랑스로부터의 독립 여부를 묻는 주민투표에서 찬성 43.6%, 반대 56.4%를 기록하여 부결되었다. 2020년 10월 4일에 실시된 프랑스로부터의 독립 여부를 묻는 주민투표에서 찬성 46.7%, 반대 53.3%를 기록하여 부결되었다. |
|    | 레위니옹            | 생드니       | 858,450명              | 2,504km2   | 해외 레지옹, 해외 데파르트망 | 아프리카 (인도양)        | |
|    | 생바르텔레미        | 구스타비아   | 9,961명                | 25km2      | 해외 집합체                  | 카리브 제도              | 2007년 2월 22일을 기해 과들루프에서 분리되었다. |
|    | 생마르탱            | 마리고       | 34,065명               | 53km2      | 해외 집합체                  | 카리브 제도              | 2007년 2월 22일을 기해 과들루프에서 분리되었다. |
|    | 생피에르 미클롱     | 생피에르     | 6,008명                | 242km2     | 해외 집합체                  | 북대서양                 | |
|    | 왈리스 푸투나       | 마타우투     | 11,558명               | 142km2     | 해외 집합체                  | 남태평양                 | |

### 비거주 지역
연구를 목적으로 하여 거주하는 연구자들은 제외한다.
| 기 | 이름                  | 면적 (km2) | 위치                       | 비고 |
| -- | --------------------- | ---------- | -------------------------- | --- |
|    | 프랑스령 남방 및 남극 | 11,249km2  | 인도양                     | 암스테르담섬, 생폴섬, 크로제 제도, 케르겔렌 제도, 아델리랜드, 프랑스령 인도양 군도로 구성되어 있다. 이 가운데 프랑스령 인도양 군도는 코모로, 마다가스카르, 모리셔스가 영유권을 주장하고 있다. |
|    | 클리퍼턴섬            | 6km2       | 중앙아메리카 (멕시코 서쪽) | 프랑스 정부 소유 |

## 같이 보기
- 2009년 마요트 국민투표
- 프랑스의 행정 구역
- 프랑스의 코뮌
- 프랑스 식민제국
- 프랑스 정부
- 프랑스의 식민지 목록
- 프랑스 본토
- 해외 집합체
- 프랑스의 해외 영토
- 프랑스 해외영토부